# 33rd Street Railroad Bridge
The 33rd Street Railroad Bridge är en fackverksbro som bär järnvägen Allegheny Valley Railroad, P&W Subdivision, över Alleghenyfloden i Pittsburghs stadskärna, Pennsylvania, USA.

## Historia
Alleghenyfloden korsades först på denna plats av en järnvägsbro byggd 1884 av Iron City Bridge Works, som flyttade till Pittsburgh från Cincinnati 1856.
Den ersattes av den nuvarande B&O-bron 1921.

### Fotnoter
1. ↑  ”Baltimore and Ohio Magazine” (på engelska). 1920. https://books.google.com/books?id=drY5AQAAMAAJ&pg=RA7-PA7. Läst 29 december 2020.
2. ↑  Cushing (1889) (på engelska). History of Allegheny County. Chicago: A. Warner Co. http://digital.library.pitt.edu/cgi-bin/t/text/pageviewer-idx?c=pitttext;cc=pitttext;q1=bridge;rgn=full%20text;idno=00afq9167m;didno=00afq9167m;view=image;seq=804;page=root;size=s;frm=frameset. Läst 29 december 2020
3. ↑  ”Bridges & Tunnels of Allegheny County and Pittsburgh, PA - 33rd street railroad bridge” (på engelska). 31 augusti 2001. http://pghbridges.com/pittsburghE/0586-4479/33rdst_rr.htm. Läst 29 december 2020.